# Liste des maires d'Uzès
Ce tableau reprend l'ensemble des maires d'Uzès, chef-lieu de canton du Gard (France), ou des personnes qui ont exercé à titre provisoire la fonction de maire, depuis janvier 1790.

## Liste des maires
| Période        | Période        | Identité                                   | Étiquette                  | Qualité |
| -------------- | -------------- | ------------------------------------------ | -------------------------- | --- |
| 1787           | 1790           | Jean-Michel Chambon de La Tour             | Montagnard                 | Député du Gard (1789-1791, 1792-1795) |
| 1790           | 1790           | Charles-François de Trinquelague-Dions     | Droite                     | Député du Gard (1815-1823) Sous-secrétaire d'État (1816) |
| 1790           | 1791           | De Croy                                    |                            | |
| 1791           | 1792           | De Roche Salel                             |                            | |
| 1792           | 1792           | Alexis de La Place de Saint-Maximin        |                            | |
| 1792           | 1794 (an II)   | David Brueys d'Aigaliers                   |                            | Baron, Lieutenant des vaisseaux du Roi. Démissionnaire en raison de son âge. |
| 1794 (an II)   | 1795 (an III)  | Charles Maigron                            |                            | Avocat |
| 1795 (an III)  |                | Gallias                                    |                            | Administration collégiale |
| 1795 (an III)  |                | Dupuis                                     |                            | Administration collégiale |
| 1795 (an III)  | 1800 (an VIII) | Chazel                                     |                            | Administration collégiale |
| 1795 (an III)  | 1800 (an VIII) | Nanton                                     |                            | Administration collégiale |
| 1795 (an III)  | 1800 (an VIII) | Marcouès                                   |                            | Administration collégiale |
| 1795 (an III)  | 1800 (an VIII) | Peladan                                    |                            | Administration collégiale |
| 1795 (an III)  | 1800 (an VIII) | Odol                                       |                            | Administration collégiale |
| 1795 (an III)  | 1800 (an VIII) | Sautel                                     |                            | Administration collégiale |
| 1795 (an III)  | 1800 (an VIII) | Ardoin                                     |                            | Administration collégiale |
| 1795 (an III)  | 1800 (an VIII) | Guibal                                     |                            | Administration collégiale |
| 1795 (an III)  | 1800 (an VIII) | Nicolas                                    |                            | Administration collégiale |
| 1795 (an III)  | 1800 (an VIII) | Aufan                                      |                            | Administration collégiale |
| 1795 (an III)  | 1800 (an VIII) | Phéline                                    |                            | Administration collégiale |
| 1795 (an III)  | 1800 (an VIII) | Fages                                      |                            | Administration collégiale |
| 1795 (an III)  | 1800 (an VIII) | Chambeiron                                 |                            | Administration collégiale |
| 1795 (an III)  | 1800 (an VIII) | Blancher                                   |                            | Administration collégiale |
| 1795 (an III)  | 1800 (an VIII) | Bonhomme                                   |                            | Administration collégiale |
| 1800 (an VIII) | 1806           | Jean François Gaspard d'Arnaud de Valabris |                            | |
| 1806           | 1816           | Silvestre Maifredy de Robernier            | Bonapartiste               | |
| 1816           | 1816           | Verdier-Allut                              |                            | |
| 1816           | 1818           | D'Amoreux Saint Ange                       |                            | |
| 1818           | 1825           | Alexis de La Place de Saint-Maximin        |                            | |
| 1825           | 1829           | D'Amoreux Saint Ange                       |                            | |
| 1829           | 1830           | Jean-Pierre Abauzit                        |                            | |
| 1830           | 1846           | Verdier-Allut                              |                            | |
| 1846           | 1848           | Jean-Pierre Abauzit                        |                            | |
| 1848           | 1848           | Albert Ode                                 | Républicain                | |
| 1848           | 1852           | vicomte de Dampmartin                      | Légitimiste                | assassiné le 30 septembre 1852 |
| 1852           | 1853           | Dussuel                                    |                            | 1er adjoint, Assure l’intérim jusqu'au 19 septembre 1853 |
| 1853           | 1865           | Jean Chabanon                              | Bonapartiste               | Docteur en médecine, Membre du conseil général. A démissionné lors de son dernier mandat. Député du Gard de 1861 à 1863                                                         |
| 1865           | 1881           | Ivan de Labruguière                        | Légitimiste                | Conseiller général du Gard |
| 1881           | 1888           | David Mossé                                | Républicain                | |
| 1888           | 1896           | Henri Abauzit                              | Républicain                | |
| 1896           | 1908           | Léonce Pascal                              | Républicain Progressiste   | Député du Gard (1898-1902) Conseiller général du canton d'Uzès (1895-1907) |
| 1908           | 1919           | Louis-Emmanuel de Crussol d'Uzès           | Royaliste                  | 14e Duc d'Uzès |
| 1919           | 1928           | Joseph Lacroix                             | Conservateur               | Décédé en cours de mandat |
| 1928           | 1930           | Henri de Parseval                          | Conservateur               | Démissionnaire |
| 1930           | 1944           | Marcel Martin                              | Action paysanne            | Industriel Conseiller général du canton d'Uzès |
| 1944           | 1945           | Adolphe Le Cannelier                       |                            | Président du comité de Libération |
| 1945           | 1945           | Georges Chauvin                            |                            | Président du comité de Libération |
| 1945           | 1947           | Jeanne Palanque                            | PR                         | Nommée à 77 ans. Directrice honoraire de l'école normale d'institutrices d'Aix-en-Provence. Une des premières femmes élues maire en France.                                     |
| 1947           | 1953           | Lucien Thibault                            | MRP                        | Professeur au collège |
| 1953           | 1954           | Louis Alteirac                             | SFIO                       | |
| 1954           | 1966           | Georges Chauvin                            | SFIO                       | Conseiller général du canton d'Uzès |
| 1966           | 1983           | André Rancel                               | SFIO puis PS               | Conseiller général du canton d'Uzès (jusqu'en 1984) |
| 1983           | En cours       | Jean-Luc Chapon                            | UDF puis UMP puis UDI-Rad. | Conseiller général du canton d'Uzès (1985-2004) Président de la communauté de communes de l'Uzège (2002-2008) Président de la communauté de communes du Pays d'Uzès depuis 2012 |

### Source
- Archives municipales.